# Franz-Josef Rehrl
Franz-Josef Rehrl, né le 15 mars 1993 à Schladming, est un coureur du combiné nordique autrichien.

## Carrière
En début d'année 2011, il finit sur son premier podium international en terminant troisième d'une course de la Coupe continentale.
En décembre 2011, il fait ses débuts en Coupe du monde à Ramsau. Il marque ses premiers points en février 2013 à Almaty. Son premier résultat dans le top vingt est une 14e place obtenue à Trondheim en février 2016. Il obtient son premier podium dans un sprint par équipes disputé à Lahti. Lors de la saison suivante, il passe le cap du top avec une septième place à Lahti. En novembre 2018, il monte sur son premier podium individuel en terminant troisième à Lillehammer, après avoir gagné la manche de saut à ski. Il obtient quatre podiums dans cette compétition cet hiver, dont trois sur les Trois jours à Chaux-Neuve, où il sort gagnant des deux premières courses, puis troisième sur la course finale déterminant le classement final. Troisième est aussi sa place au classement général de la Coupe du monde cette saison.
Aux Championnats du monde junior, il connaît de bons résultats, remportant la médaille d'or dans le concours par équipes en 2012 et la médaille d'argent en 2013, où il est aussi 5e et 6e en individuel.
Il réalise une victoire par équipes avec Mario Seidl ainsi qu'un podium individuel lors du Grand Prix d'été de combiné nordique 2018. 
Il prend part aux Jeux olympiques d'hiver de 2018, où il est treizième en individuel et aux Championnats du monde 2019 à Seefeld en Autriche, où il remporte la médaille de bronze sur l'épreuve avec le grand tremplin, remporté par Eric Frenzel. Il collecte deux autres médailles de bronze dans les épreuves par équipes.
En 2020, Franz-Josef Rehrl se marie et il devient père. Il se blesse le 18 décembre, lors du saut de réserve de l'étape de Coupe du monde de Ramsau am Dachstein.
En décembre 2020, il est victime d'une déchirure du ligament croisé en décembre dernier à Ramsau. Il revient à l'entraînement lors de l'été 2021.

## Palmarès

### Jeux olympiques d'hiver
| Épreuve / Édition   | Individuel     | Individuel     | Par équipes Grand tremplin |
| Épreuve / Édition   | Petit tremplin | Grand tremplin | Par équipes Grand tremplin |
| JO 2018 Pyeongchang | 13e            | -              | -                          |
| JO 2022 Pékin       | 9e             | 11e            | 4e                         |

### Championnats du monde
| Épreuve / Édition       | Individuel     | Individuel     | Par équipes           | Par équipes                      | Par équipes mixte                | Par équipes mixte |
| Épreuve / Édition       | Petit tremplin | Grand tremplin | Grand tremplin Sprint | Petit tremplin Relais            | Petit tremplin                   |                   |
| Mondiaux 2019 Seefeld   | 4e             | Bronze         | Bronze                | Déclassé                         | Épreuve inexistante à cette date |                   |
| Mondiaux 2023 Planica   | Bronze         |                |                       | Épreuve inexistante à cette date |                                  |                   |
| Mondiaux 2025 Trondheim |                |                | Argent                |                                  |                                  |                   |

### Coupe du monde
- Meilleur classement général : 3e en 2019.
- Trophée du meilleur sauteur en 2019.
- 12 podiums individuels, dont 2 victoires.
- 2 podiums par équipes.
- 1 podium par équipes mixte : 1 troisième place.

Palmarès mis à jour le 8 janvier 2023.

#### Détail des victoires
| Édition / Épreuve | Gundersen                               |
| 2018-2019         | Chaux-Neuve (1 sur 5 km et 1 sur 10 km) |

#### Différents classements en Coupe du monde
| Année     | Classement général final |
| 2012-2013 | 64e                      |
| 2013-2014 | 70e                      |
| 2015-2016 | 32e                      |
| 2016-2017 | 19e                      |
| 2017-2018 | 18e                      |
| 2018-2019 | 3e                       |
| 2019-2020 | 13e                      |
| 2020-2021 | 26e                      |
| 2021-2022 | 17e                      |
| 2022-2023 | 6e                       |

### Grand Prix d'été
- Vainqueur du classement général en 2019.
- Sept podiums individuels dont trois victoires.

### Championnats du monde junior
- Médaille d'or par équipes en 2012 à Erzurum.
- Médaille d'argent par équipes en 2013 à Liberec.

### Coupe continentale
- 2 victoires.

### Coupe OPA
- 1 victoire.
- 3 deuxièmes places.
- 3 troisièmes places.